# SingStar Pop
O SingStar Pop, também conhecido como SingStar Popworld em alguns países, incluindo o Reino Unido, é um jogo de karaoke da PlayStation 2 publicado pela SCEE (Sony Computer Entertainment Europe) e desenvolvido também pela SCEE e pelo London Studio. É o terceiro jogo da série SingStar e, tal como o SingStar original, é vendido como apenas o software do jogo, ou acompanhado com um par de microfones, um vermelho e um azul. É compatível com a câmara EyeToy, o que permitem aos jogadores verem-se a si próprios enquanto estão a cantar.

## O Jogo
O SingStar Pop é um popular jogo de karaoke onde os jogadores cantam canções que aparecem em forma de videoclipe de forma a ganharem pontos. A interacção com a PlayStation 2 é feita através dos microfones USB, enquanto o videoclipe passa no ecrã com a letra da música a surgir em rodapé. O SingStar Pop liga a voz do jogador à voz da canção original, concedendo pontos consoante a precisão do jogador. Geralmente, dois jogadores competem simultaneamente, embora em alguns modos do SingStar Pop possam participar mais jogadores ou até mesmo só um jogador no modo Cantar a Solo.
Podem jogar até oito jogadores no modo Pass The Mic (Passa o Microfone) do SingStar Pop, onde equipas de jogadores se enfrentam numa série de desafios de canto.
Ao contrário do jogo SingStar original, o SingStar Pop e os restantes abandonaram o modo de carreira Single Player a favor dos modos Multi Player.

### Modos
- Cantar a Solo – modo onde o jogador pode treinar sozinho, diferente do modo carreira do SingStar original
- Dueto Colaborativo – dueto para dois jogadores, onde os resultados finais serão contabilizados em conjunto
- Modo Batalha – modo para dois jogadores, a cantar juntos ou em dueto
- Passa o Microfone – jogos multi player, ideal para festas

### Canções

#### Versão Internacional
| Artista(s)                      | Título da Canção                          |
| ------------------------------- | ----------------------------------------- |
| Annie                           | Heartbeat                                 |
| Ashlee Simpson                  | Pieces of Me                              |
| Avril Lavigne                   | Sk8er Boi                                 |
| Beyoncé Knowles                 | Crazy in Love                             |
| Black Eyed Peas                 | Shut Up                                   |
| Girls Aloud                     | Love Machine                              |
| Good Charlotte                  | I Just Wanna Live                         |
| Hoobastank                      | The Reason                                |
| Jamelia                         | Stop                                      |
| Jay Sean                        | Eyes on You                               |
| Keane                           | Somewhere Only We Know                    |
| Manfred Mann                    | Do Wah Diddy Diddy                        |
| McFly                           | Obviously                                 |
| Natasha Bedingfield             | These Words                               |
| Robbie Williams                 | Let Me Entertain You                      |
| Ronan Keating & Yusuf Islam     | Father and Son                            |
| Sister Sledge                   | We Are Family                             |
| Steppenwolf                     | Born to be Wild                           |
| The Clash                       | Should I Stay or Should I Go?             |
| The Hives                       | Main Offender                             |
| Tom Jones                       | It's Not Unusual                          |
| Dandy Warhols                   | Bohemian Like You                         |
| Marilyn Manson                  | Personal Jesus                            |
| Joss Stone                      | Super Duper Love (Are You Digging On Me?) |
| Fountains of Wayne              | Stacy's Mom                               |
| Robbie Williams & Kylie Minogue | Kids                                      |
| Eric B. & Rakim                 | Paid In Full                              |
| Kylie Minogue                   | In Your Eyes                              |
| Blink-182                       | What's My Age Again?                      |
| Outkast                         | Roses                                     |
| Aletisdale                      | Just Like That                            |

#### Versão daAustráliae daNova Zelândia
| Artista(s)    | Título da Canção     | Canção que Substitui                                     |
| ------------- | -------------------- | -------------------------------------------------------- |
| Spazzy's      | My Boyfriend's Back  | Annie - "Heartbeat"                                      |
| Delta Goodrem | Born to Try          | Girls Aloud - "Love Machine"                             |
| Shannon Noll  | What about Me        | Jay Sean - "Eyes on You"                                 |
| Missy Higgins | Scar                 | Keane - "Somewhere Only We Know"                         |
| Evermore      | It's Too Late        | McFly - "Obviously"                                      |
| INXS          | New Sensation        | The Hives - "Main Offender"                              |
| Savage Garden | To the Moon and Back | Marilyn Manson - "Personal Jesus"                        |
| Bic Runga     | Sway                 | Joss Stone - "Super Duper Love (Are You Digging On Me?)" |